# “贞寿之门”牌坊
“贞寿之门”牌坊，位于中国广东省惠州市三栋镇书房下，为惠州市的一个市、县级文物保护单位，类型为古建筑，公布时间为1984年。
“贞寿之门”牌坊的历史年代为清代。